# Unione Sportiva Imperia 1936-1937
Questa voce raccoglie le informazioni riguardanti l'Unione Sportiva Imperia nelle competizioni ufficiali della stagione 1936-1937.

## Rosa
| N. |                   | Ruolo | Calciatore         |
| -- | ----------------- | ----- | ------------------ |
|    | Italia (bandiera) | A     | Giovanni Chiesa    |
|    | Italia (bandiera) |       | Sergio Coletti     |
|    | Italia (bandiera) |       | Giuseppe Fiammengo |
|    | Italia (bandiera) | C     | Enrico Gallina     |
|    | Italia (bandiera) |       | Bruno Gatti        |
|    | Italia (bandiera) |       | Luigi Granara      |
|    | Italia (bandiera) |       | Giuseppe Jonata    |
|    | Italia (bandiera) |       | Angelo Lagorio     |

| N. |                   | Ruolo | Calciatore       |
| -- | ----------------- | ----- | ---------------- |
|    | Italia (bandiera) |       | Franco Lanfranco |
|    | Italia (bandiera) |       | Ugo Magnello     |
|    | Italia (bandiera) |       | Giovanni Mantero |
|    | Italia (bandiera) |       | Carlo Massolo    |
|    | Italia (bandiera) |       | Aldo Saracco     |
|    | Italia (bandiera) |       | Pietro Sempio    |
|    | Italia (bandiera) |       | Teresio Signori  |
|    | Italia (bandiera) | D     | Giuseppe Spigno  |